# Chapoda
Chapoda là một chi nhện trong họ Salticidae.